# 주간고속도로 제40호선

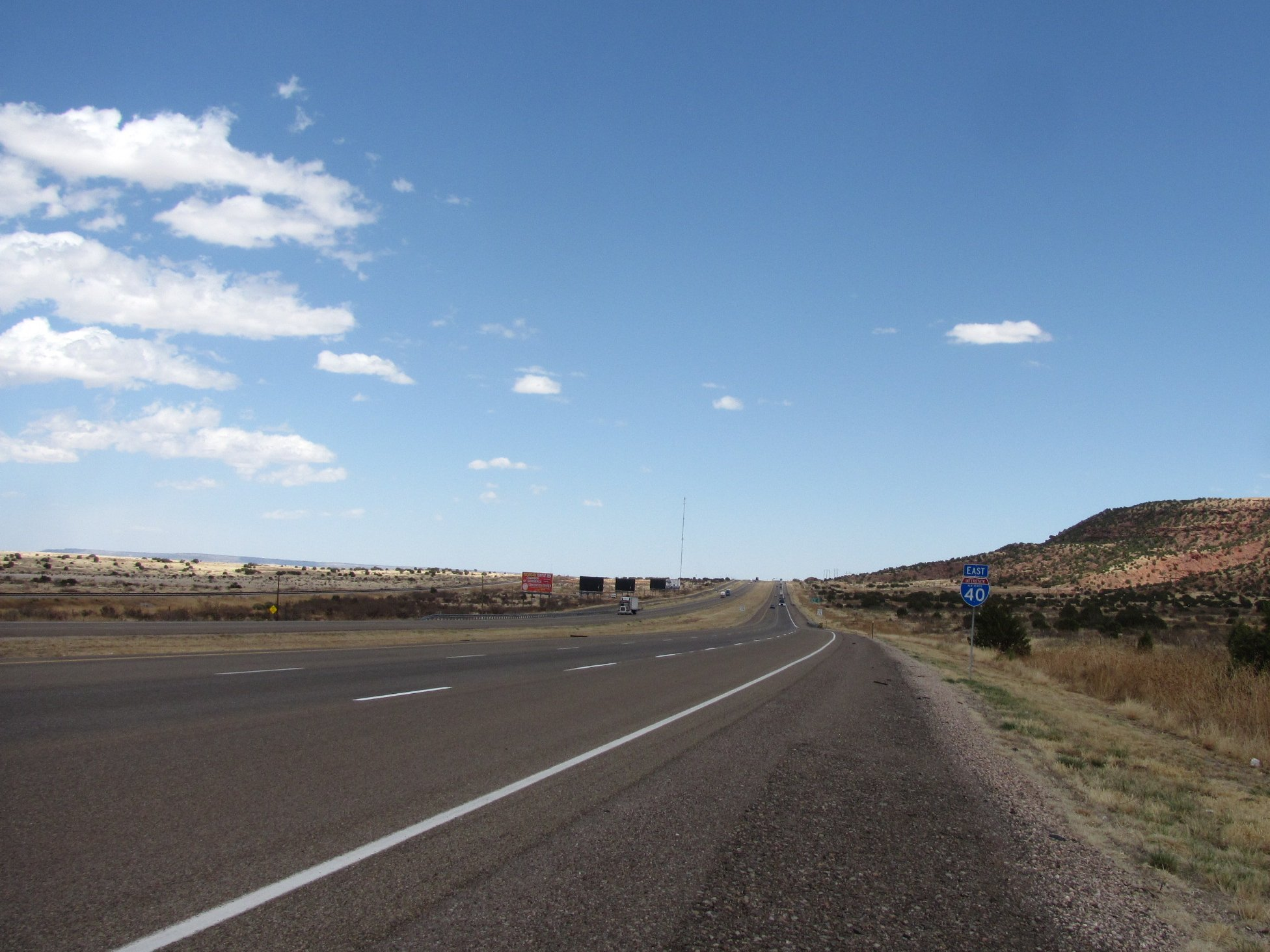

주간고속도로 제40호선(영어: Interstate 40, I-40)은 미국 남서부 캘리포니아주 바스토(Barstow)부터 동부 노스캐롤라이나주 윌밍턴(Wilmington)까지 총 연장 4112.03km으로 미국의 모든 주간고속도로 중 제90호선(4861.09 km)과 제80호선(4666.36 km) 다음인 3번째로 길다. 캘리포니아주부터 오클라호마주까지 거의 대부분의 도로가 옛 국도 제66호선과 일치한다. 또한 미국의 남북축 고속도로 10개 중 2개(제5호선, 제45호선)를 제외한 8개와 모두 교차한다.